# انتقاد برنامج مكوك الفضاء

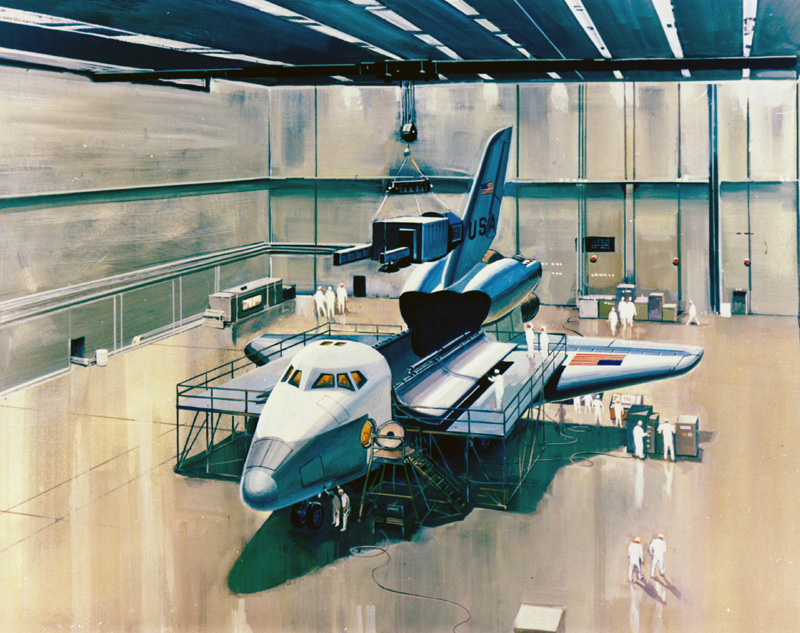

نتج انتقاد برنامج مكوك الفضاء من الادّعاءات أنّ برنامج مكوك الفضاء التابع لناسا فشل في تحقيق أهداف الفائدة منه والتكلفة الموعودة، بالإضافة إلى مسائل تتعلق بالتصميم والتكلفة والإدارة والأمان. فقد كان فشله الأساسي عدم تحقيق الهدف المتمثل بتخفيض تكاليف الوصول إلى الفضاء. تَبين في النهاية أن تكاليف إطلاق المكوك الفضائي الإضافية لكل رطل أكبر بكثير من التكاليف المُنفقة على أنظمة الإطلاق المُستهلك (هو نظام إطلاق يستخدم صاروخ إطلاق مُستهلك لحمل حمولة إلى الفضاء الخارجي).
قُدرت تكلفة رحلة مكوك الفضاء إلى مدار أرضي منخفض في عام 2011 بنحو 450 مليون دولار، أو 18000 دولار لكل كيلوغرام (8000 دولار تقريبًا لكل رطل). على سبيل المقارنة، يُقال إنّ منصات إطلاق صواريخ بروتون الروسية (نظير الصاروخ أطلس 5) -المستخدمة لنقل الحمولة المعتمِدة بشكل كبير على تصميم يعود إلى عام 1965- تكلفتها 110 مليون دولار عند الإطلاق إلى مدار أرضي منخفض، أي نحو 5000 دولار لكل كيلوغرام (2300 دولار لكل رطل).
إذا أخذنا بالحسبان كل التصاميم وعمليات الصيانة، فسينتج متوسط تكلفة نهائية لبرنامج مكوك الفضاء، بما في ذلك كل المهام مع مراعاة التضخم المالي، يقدّر بنحو 1.5 مليار دولار لكل عملية إطلاق إلى مدار أرضي منخفض، أو 60000 دولار لكل كيلوغرام (27000 دولار تقريبًا لكل رطل). تجب مقارنة هذا الرقم مع التكاليف الأصلية المتوقعة التي تساوي 118 دولار لكل رطل من الحمولة في عام 1972 (635 دولار تقريبًا لكل رطل معّدلة بالنسبة للتضخم حتى عام 2011).
فشل برنامج مكوك الفضاء في تحقيق وصول موثوق إلى الفضاء، ويعود هذا بشكل جزئي إلى انقطاع عمليات الإطلاق عدة سنوات بسبب إخفاق المكوك. كان السبب في الضغوطات على ميزانية ناسا هو التكاليف العالية المُزمنة لبرنامج مكوك الفضاء التابع لناسا التي تسببت بإلغاء رحلة ناسا المأهولة إلى خارج مدار الأرض المنخفض منذ رحلة أبولو، وقلّصت استخدام المسابر غير المأهولة بشكل كبير. بطّأ تطوير ناسا والاعتماد على المكوك برامجَ نظام الإطلاق المُستهلك التجاري المحلي إلى ما بعد كارثة تشالنجر في عام 1986.

## الهدف من البرنامج
أُنشئ «نظام النقل الفضائي» (الاسم الرسمي لبرنامج مكوك الفضاء الشامل التابع لناسا) لنقل أفراد الطاقم والحمولات إلى مدار أرضي منخفض. سيمنح البرنامجُ الفرصةَ لإجراء تجارب علمية على متن المكوك لتستخدم في دراسة تأثيرات الرحلات الفضائية على البشر، والحيوانات والنباتات. وستدرس تجارب أخرى كيفية تصنيع الأشياء في الفضاء. سيسمح المكوك لرواد الفضاء بإطلاق الأقمار الصناعية من المكوك، وحتى إصلاح تلك الموجودة في الفضاء. أُعدّ المكوك أيضًا للبحث في استجابة البشر لانعدام الجاذبية.
أُعلن عن المكوك في الأصل بصفته مركبة فضائية يمكن إطلاقها مرة واحدة في الأسبوع، وتتميز بتكاليف إطلاق منخفضة عبر عملية إطفاء الدّين (عملية تقليل لمبلغ معين على مدى فترة من الزمن). وكان من المتوقع استرداد تكاليف عملية التطوير بواسطة الوصول المتكرر إلى الفضاء. قُدِّمت هذه الادعاءات من أجل محاولة الحصول على ميزانية تمويل من الكونغرس في الولايات المتحدة الأمريكية. بدأ استخدام المكوك الفضائي في السفر إلى الفضاء في بدايات عام 1981. لكن في ثمانينيات القرن العشرين، برهنت عدة مهام للمكوك أن مبدأ الطيران غير واقعي وخُفِّضت التوقعات لمواعيد الإطلاق بنسبة 50%. ثم أُوقفت المهام بعد حادثة تشالنجر عام 1986، في انتظار إعادة النظر بمفهوم الأمان. طالت مدة هذا التوقف، واستمرت في النهاية حتى ثلاث سنوات، مع استمرار الجدال حول موضوع تمويل البرنامج وأمانه. استأنفت القوات المسلحة في النهاية استخدام نظام الإطلاق المُستهلك بدلًا منه. عُلّق إطلاق المهام مجددًا بعد خسارة مكوك الفضاء كولومبيا عام 2003. اُطلقت بشكل عام 135 مهمة خلال 30 عام بعد أوّل رحلة مدارية لمكوك كولومبيا، بمتوسط رحلة واحدة كل ثلاثة أشهر.

## التكاليف
بعض الأسباب لتجاوز التكاليف التنفيذية الحد المتوقع هي:
- اختلاف التصميم النهائي عن الفكرة الرئيسة، ما تسبب بعدة أمور منها: زيادة وزن المتتبع المداري الخاص بالمكوك بنسبة 20%، ما أدى إلى عدم قدرته على دفع حمولات القوات الجوية الأمريكية في مدار قطبي.[14]
- كون صيانة قرميد الحماية الحرارية عملية مجهدة جدًا ومكلفة، إذ لَزم فحص 35000 قرميدة بشكل فردي، باعتبار كل قرميدة مُصممة خصيصًا لشقٍ (فتحة) محدد على المكوك.[15]
- شدة تعقيد محركات أر إس 25 وصيانتها المكثفة، ما استلزم إزالتها بعد كل رحلة وفحصها بشكل دقيق. وكان يجب إزالة المحركات التوربينية (أحد مكونات المحرك الأساسية) وتفكيكها وفحصها بالكامل قبل إزالة محركات بلوك 2 بعد كل رحلة.
- يتطلب وقود الدفع السام المُستخدم في محركات الدفع النفاثة  أو إم إس/أر سي إس تعاملًا خاصًا، إذ لا يمكن القيام بأي نشاطات في الأماكن التي تتشارك نفس نظام التهوية. وهذا يزيد وقت إعادة التجهيز.
- كان معدل الإطلاق أقل بكثير من المتوقع في البداية. وعلى الرغم من عدم تقليل التكاليف التنفيذية المطلقة، كلّفت الكثير من عمليات الإطلاق خلال العام كلفة أقل من المتوقع. تحققت بعض الدراسات الافتراضية المبكرة من إمكانية إطلاق 55 عملية في العام، ولكن كان المعدل الأقصى المُحتمل للإطلاق في العام 24 إطلاقًا استنادًا إلى القدرة التصنيعية لمنشأة ميشود التي كانت تبني خزان الوقود الخارجي. وصل معدل الإطلاق المتوقع في الأوقات الأولى من تطوير المكوك إلى نحو 12 إطلاقًا في العام. بلغت معدلات الإطلاق الذروة بتسع عمليات إطلاق في عام  1985، وبلغ المتوسط للبرنامج بأكمله 4.5 إطلاق في العام.[16]
- توزع العمل بين الشركات لجعل البرنامج أكثر جاذبية للكونغرس عندما اتّخذ القرار بشأن المتعهدين الرئيسيين للمكوك في عام 1972، وعلى سبيل المثال، التعاقد مع شركة مورتن ثايوكول للمعززات الصاروخية الصلبة في مدينة يوتا. وهذا ما أدى إلى زيادة التكاليف التنفيذية خلال فترة البرنامج، وعنى اندماج صناعة الفضاء الجوي الأمريكية في التسعينيات من القرن العشرين أنّ غالبية المكوك كان بحوزة شركة واحدة: حلف الفضاء المتحد، وهي مشروع مشترك بين شركة بوينغ وشركة لوكهيد مارتن.

## المشاكل والقضايا الثقافية
للحصول على تكنولوجيا ناجحة، يجب أن يكون للحقيقة الأولوية على العلاقات العامة؛ لأنّ الطبيعة لا يمكن خداعها. 

- ريتشارد فاينمان، تقرير لجنة روجرز حول كارثة تشالنجر.
انتقد بعض الباحثون التغير الكبير في ثقافة ناسا التي ابتعدت عن الأمان والسلامة مقابل ضمان حدوث عمليات الإطلاق في الوقت المناسب، ويُطلق عليها أحيانًا «حُمّى الإطلاق». ويُزعم تبني الإدارة العليا لناسا هذا المستوى من التركيز المنخفض على الأمان منذ ثمانينيات القرن العشرين، بينما بقي بعض المهندسين متيقظين. وحسب رأي المتخصص بعلم الاجتماع ديان فان، فإنّ ظهور جداول الإطلاق العنيفة في السنوات التي كان فيها ريغان رئيسًا للولايات المتحدة الأمريكية هو محاولة لترميم هيبة الولايات المتحدة الأمريكية بعد حرب فيتنام.
قدّر الفيزيائي ريتشارد فاينمان الذي عُيّن في التحقيق الرسمي لكارثة تشالنجر الفشل بأنه «قيمة أسية مئوية في تقريره»، وأضاف: «تدّعي الإدارة الرسمية من جهة أخرى أنّ احتمال الفشل أقل بآلاف المرات. قد يكون واحدًا من الأسباب لهذا الادعاء محاولة إظهار الحكومة لناسا بمظهر الكمال والنجاح لكي تضمن التزود بالتمويل. وربما يكون السبب الآخر اعتقاد الإدارة أنّ ادعاؤهم حقيقي، ما يبرهن على نقص كبير في التواصل بينها وبين مهندسيها.